# 島津国臣
島津 国臣（しまづ くにおみ、1917年1月28日 - 2013年7月1日）は、元株式会社TBS取締役。
毎日新聞社経済部副部長を経て、TBS報道局長をつとめ、同社取締役に就任する。
報道局長在職中、1968年（昭和43年）3月10日に行ったTBS成田事件により、報道局次長への降格処分が下る（日本国政府・自民党から非難・抗議を受け、計8人が処分を受けた事件である）。この事件により後のTBS闘争の原因の一つとなった。
2013年7月1日、老衰のため死去。